# Le Mesnil-Durdent
Le Mesnil-Durdent – miejscowość i gmina we Francji, w regionie Normandia, w departamencie Sekwana Nadmorska.
Według danych na rok 1990 gminę zamieszkiwało 20 osób, a gęstość zaludnienia wynosiła 15 osób/km² (wśród 1421 gmin Górnej Normandii Le Mesnil-Durdent plasuje się na 841. miejscu pod względem liczby ludności, natomiast pod względem powierzchni na miejscu 897.).